# Sumivka
Sumivka (în ucraineană Сумівка) este o comună în raionul Berșad, regiunea Vinnița, Ucraina, formată numai din satul de reședință.

## Demografie
Componența lingvistică a satului Sumivka
     Ucraineană (98,48%)
     Rusă (1,18%)
Conform recensământului din 2001, majoritatea populației satului Sumivka era vorbitoare de ucraineană (98,48%), existând în minoritate și vorbitori de rusă (1,18%).